# Abiego
Abiego là một đô thị trong tỉnh Huesca, Aragon, Tây Ban Nha. Năm 2018, đô thị này có dân số 237 người.

## Dân số
| 1900 | 1910 | 1930 | 1940 | 1950 | 1960 | 1970 | 1981 | 1986 | 1992 | 1999 | 2004 | 2006 |
| ---- | ---- | ---- | ---- | ---- | ---- | ---- | ---- | ---- | ---- | ---- | ---- | ---- |
| 990  | 930  | 770  | 578  | 495  | 388  | 453  | 352  | 349  | 314  | 290  | 288  | 282  |